# Абаауд, Абдельхамид
Абдельхамид Абаауд (фр. Abdelhamid Abaaoud), в арабской транскрипции Абд аль-Хамид Аббауд (араб. عبد الحميد عبود‎, 8 апреля 1987, Моленбек-Сен-Жан, Брюссель, Бельгия — 18 ноября 2015, Сен-Дени, Париж, Франция) — бельгиец марокканского происхождения, подозреваемый в организации террористических актов в Париже 13 ноября 2015 года.

## Биография

### Ранние годы
Родился 8 апреля 1987 года и жил в брюссельском районе Моленбек-Сен-Жан. Отец, Умар Абаауд, владел там магазином одежды и жил с женой и шестью детьми. Абдельхамид поступил в престижную католическую школу Св. Петра в Уккеле (Collège Saint-Pierre), но был отчислен через год (по утверждению представителя школьной администрации, запретившего корреспонденту The New York Times публиковать своё имя, Абдельхамида исключили по причине неудовлетворительного поведения).

### Связи с ИГ
Абаауд считался связанным с Салахом Абдесламом. В 2010 году Абаауд был заключён в бельгийскую тюрьму за вооружённое ограбление, которое совершил вместе с Абдесламом. По другим данным, отбывал в 2010 году заключение в брюссельской тюрьме Сен-Жилль за мелкую кражу, и именно в этот период стал религиозным экстремистом. По свидетельствам знавших его людей, до 2010 года Абаауд очень редко посещал мечеть.
В начале 2013 года уехал воевать в Сирию, где франкоязычные боевики, не знающие арабского языка, собрались в один отряд, и занялся подготовкой новобранцев, прибывших из Европы, для проведения терактов в европейских странах. В марте 2014 года Абаауд появился на видеозаписи за рулём джипа, который волочил за собой изуродованные трупы — предположительно жертв казней. При этом Абаауд произносил на камеру пропагандистский текст: «Прежде мы ездили в отпуск домой на машинах с прицепами подарков для наших родных и близких. Теперь мы тащим за собой неверных, которые воюют с исламом». Абаауд стал называть себя Абу Умар Сусси (араб. أبو عمر السوسي‎, «Абу Умар из Суса»), по названию провинции на юго-западе Марокко, откуда происходит его семья, а также как Абу Умар аль-Балджики (араб. أبو عمر البلجيكي‎, «Абу Умар Бельгиец»).
19 января 2014 года бельгийская полиция проводила обыск в семейном доме Абааудов после перехвата телефонных переговоров Абдельхамида с бельгийскими исламистами спустя несколько недель после полицейских рейдов, имевших целью ликвидацию местной ячейки джихадистов (сам он находился в Греции, куда приехал из Сирии). По словам его сестры Ясмины, осенью 2014 года семья получила сообщение, что Абдельхамид «стал мучеником», то есть погиб, и с тех пор ничего не знает о нём и его брате. В 2015 году он был заочно осуждён бельгийским судом на 20 лет тюремного заключения за участие в вербовке боевиков для Исламского государства, также его обвинили в похищении младшего брата Юниса (Younes), которому в тот момент было 13 лет (Абдельхамид вовлёк его в ряды ИГ).
В распоряжение журнала Paris Match попали несколько видеозаписей с мобильного телефона Абаауда, сделанных им в начале 2014 года в районе деревни Харитан северо-западнее Алеппо, на которых он шутит, комментируя кадры с трупами, в том числе подростков. После возвращения этой местности под контроль сирийской армии там были обнаружены массовые захоронения.
Сообщалось, что Абаауд и двое других бельгийских джихадистов, Халид Бен Ларби и Суфиан Амгар, готовили убийство офицеров бельгийской полиции, но их убежище в Вервье было раскрыто ранее, чем они смогли осуществить свой план. Бен Ларби и Амгар погибли 15 января 2015 года в перестрелке с полицией, которая обнаружила автоматы Калашникова, оборудование для производства взрывных устройств и полицейскую форму. Однако, Абаауд сумел бежать в Сирию и через месяц информация о нём появилась в пропагандистском журнале ИГ «Дабик».
Предположительно причастен к организации попытки теракта в поезде французской компании Thalys в августе 2015 года, сорванной американскими военнослужащими, которые случайно находились в числе пассажиров.
По утверждениям представителей французских спецслужб, в октябре 2015 года французская авиация нанесла удар по тренировочному лагерю ИГ в Ракке, рассчитывая на уничтожение Абаауда. Также сообщается, что он был тесно связан с лидером ИГ Абу Бакром аль-Багдади.

### Парижские теракты 13 ноября 2015 года
16 ноября 2015 года официальный представитель французских властей назвал Абдельхамида Абаауда подозреваемым в организации террористических актов в Париже 13 ноября 2015 года.

### Смерть
По сообщениям прессы, убит в перестрелке с французской полицией 18 ноября 2015 года в ходе контртеррористической операции в парижском районе Сен-Дени.
19 ноября 2015 года прокуратура Парижа официально объявила об идентификации сильно повреждённого тела, обнаруженного в доме на рю-дю-Корбийон (rue du Corbillon) в Сен-Дени как останков Абдельхамида Абаауда (труп находился в разрушенной квартире, которую семь часов штурмовали силы специального назначения, имел следы множества пулевых и осколочных ранений). В квартире также обнаружено тело двоюродной сестры Абаауда, Хасны Айтбуласен (Hasna Aitboulahcen), на теле которой взорвался пояс смертницы. Министр внутренних дел Франции Бернар Казнёв подтвердил, что Абаауд подозревается в организации терактов 13 ноября, а также в причастности к подготовке четырёх из шести других подобного рода преступлений, предотвращённых французскими спецслужбами в 2015 году. По словам министра, Абаауд находился в национальном и европейском розыске, но Франция не получала никакой информации от европейских разведок о его пребывании в Европе. Казнёв также упомянул некое «неевропейское агентство», которое лишь 16 ноября сообщило, что Абаауд прибыл во Францию, предположительно из Греции.
Согласно сообщениям прессы, 115 агентов спецназа Генеральной дирекции внутренней безопасности появились в Сен-Дени именно благодаря отслеживанию мобильного телефона 26-летней Хасны Айтбуласен, двоюродной сестры Абаауда по материнской линии, прежде занимавшейся предпринимательством. Войти в квартиру на третьем этаже старого дома сразу не удалось из-за бронированной двери, в силу чего началась осада. Имеются сведения, что в момент затишья в перестрелке Хасна появилась в окне и звала на помощь, но затем последовал взрыв, разрушивший потолок и перекрытие третьего этажа. Существует версия, что Хасна не приводила свой пояс шахида в действие, а взрыв произошёл случайно после выстрела снайпера.